# Man Seeking Woman
Man Seeking Woman est une série télévisée américaine en trente épisodes de 22 minutes créée par Simon Rich, basée sur son recueil de nouvelles The Last Girlfriend on Earth, et diffusée entre le 14 janvier 2015 et le 8 mars 2017 sur FXX et en simultané au Canada sur FXX Canada.
Cette série est inédite dans tous les pays francophones.

## Synopsis
La série se concentre sur Josh Greenberg, qui tente de trouver l'amour après avoir rompu avec sa petite amie de la fac Maggie. Sa brillante grande sœur Liz tente de l'aider à commencer une nouvelle relation amoureuse, tandis que son meilleur ami Mike le pousse à avoir des aventures d'un soir. Les efforts de Josh le conduisent à vivre des aventures surréalistes et étranges comme avoir un rendez-vous avec un troll, littéralement perdre son pénis ou rencontrer un monstre japonais composé de pénis. Si Josh parvient parfois à trouver une petite amie, ses relations ne tiennent que rarement plus d'un seul épisode.

## Distribution

### Acteurs principaux
- Jay Baruchel (VF: Donald Reignoux) : Josh Greenberg
- Eric André : Mike Scaggs, ami de Josh
- Britt Lower : Liz Greenberg, grande sœur de Josh
- Maya Erskine : Maggie, l'ex petite-amie de Josh (saison 1)
- Katie Findlay : Lucy, petite amie de Josh (saison 3)

### Acteurs récurrents
- Robin Duke : Patti, mère de Josh
- Miles Fisher : Graham, petit-ami de Maggie
- Mark McKinney : Tom, beau-père de Josh
- Rosa Salazar : Rosa (saison 2)

## Production

### Développement
En juin 2013, FXX a officiellement commandé le pilote.
Le 2 juillet 2014, le réseau FXX annonce officiellement après le visionnage du pilote, la commande du projet de série.
Le 21 novembre 2014, FXX annonce la date de diffusion de la série au 14 janvier 2015.
Le 3 mars 2015, FXX renouvelle la série pour une deuxième saison, de dix épisodes.
Début novembre 2015, la chaîne annonce le lancement de la deuxième saison au 6 janvier 2016.
Le 12 avril 2016, FXX renouvelle la série pour une troisième saison, de dix épisodes. En novembre 2016, elle annonce qu'elle sera lancée le 4 janvier 2017.
Le 4 avril 2017, la série est annulée.

### Casting
L'annonce du casting a débuté le 6 février 2014, avec l'arrivée de Jay Baruchel dans le rôle principal de Josh Greenberg.
Ensuite le 20 mars 2014, par Eric André, Britt Lower et Maya Erskine dans les rôles respectifs de Mike, le meilleur ami de Josh; Liz Greenberg, la grande sœur de Josh et Maggie, l'ex petite-amie de Josh.
Le 31 octobre 2014, Miles Fisher est annoncé dans le rôle récurrent de Graham, le petit-ami de Maggie.

### Tournage
La série est tournée au Canada, à Toronto en Ontario.

## Épisodes

### Première saison (2015)
La première saison a été diffusée du 14 janvier 2015 au 18 mars 2015 sur FXX.
1. Titre français inconnu (Lizard)
2. Titre français inconnu (Traib)
3. Titre français inconnu (Pitbull)
4. Titre français inconnu (Dram)
5. Titre français inconnu (Sizzurp)
6. Titre français inconnu (Gavel)
7. Titre français inconnu (Stain)
8. Titre français inconnu (Branzino)
9. Titre français inconnu (Woman Seeking Man)
10. Titre français inconnu (Scepter)

### Deuxième saison (2016)
Cette saison de dix épisodes a été diffusée du 6 janvier 2016 au 9 mars 2016.
1. Titre français inconnu (Wings)
2. Titre français inconnu (Feather)
3. Titre français inconnu (Scythe)
4. Titre français inconnu (Tinsel)
5. Titre français inconnu (Card)
6. Titre français inconnu (Honey)
7. Titre français inconnu (Cactus)
8. Titre français inconnu (Fuse)
9. Titre français inconnu (Eel)
10. Titre français inconnu (Balloon)

### Troisième saison (2017)
Cette troisième saison de dix épisodes a été diffusée du 4 janvier 2017 au 8 mars 2017.
1. Titre français inconnu (Futon)
2. Titre français inconnu (Ranch)
3. Titre français inconnu (Horse)
4. Titre français inconnu (Popcorn)
5. Titre français inconnu (Shrimp)
6. Titre français inconnu (Pad Thai)
7. Titre français inconnu (Bagel)
8. Titre français inconnu (Dolphin)
9. Titre français inconnu (Cake)
10. Titre français inconnu (Blood)